# Kanton Vignory
Vignory is een voormalig kanton van het Franse departement Haute-Marne. Het kanton maakte deel uit van het arrondissement Chaumont. Het werd opgeheven bij decreet van 17 februari 2014, met uitwerking op 22 maart 2015. Alle gemeenten werden opgenomen in het nieuwe kanton Bologne.

## Gemeenten
Het kanton Vignory omvatte de volgende gemeenten:
- Annéville-la-Prairie
- Bologne
- Daillancourt
- Froncles
- La Genevroye
- Guindrecourt-sur-Blaise
- Lamancine
- Marbéville
- Mirbel
- Ormoy-lès-Sexfontaines
- Oudincourt
- Soncourt-sur-Marne
- Viéville
- Vignory (hoofdplaats)
- Vouécourt
- Vraincourt